# Sentier du cratère Dolomieu
Le sentier du cratère Dolomieu est un sentier de randonnée de France situé à La Réunion et permettant l'ascension du piton de la Fournaise, son volcan actif. Il débute au pas de Bellecombe-Jacob, à l'extrémité de la route forestière du Volcan et non loin du gîte du Volcan, pénètre dans l'Enclos Fouqué en descendant le rempart de Bellecombe et atteint le rebord Sud-Est du cratère Dolomieu en le contournant par le nord. Ce sentier passe à proximité du Formica Leo, de la chapelle de Rosemont, du cratère Julien et du gouffre de la Soufrière. Il se trouve en grande partie sur le territoire de la commune de Sainte-Rose, sauf son extrémité sud, qui relève de celle de Saint-Philippe.

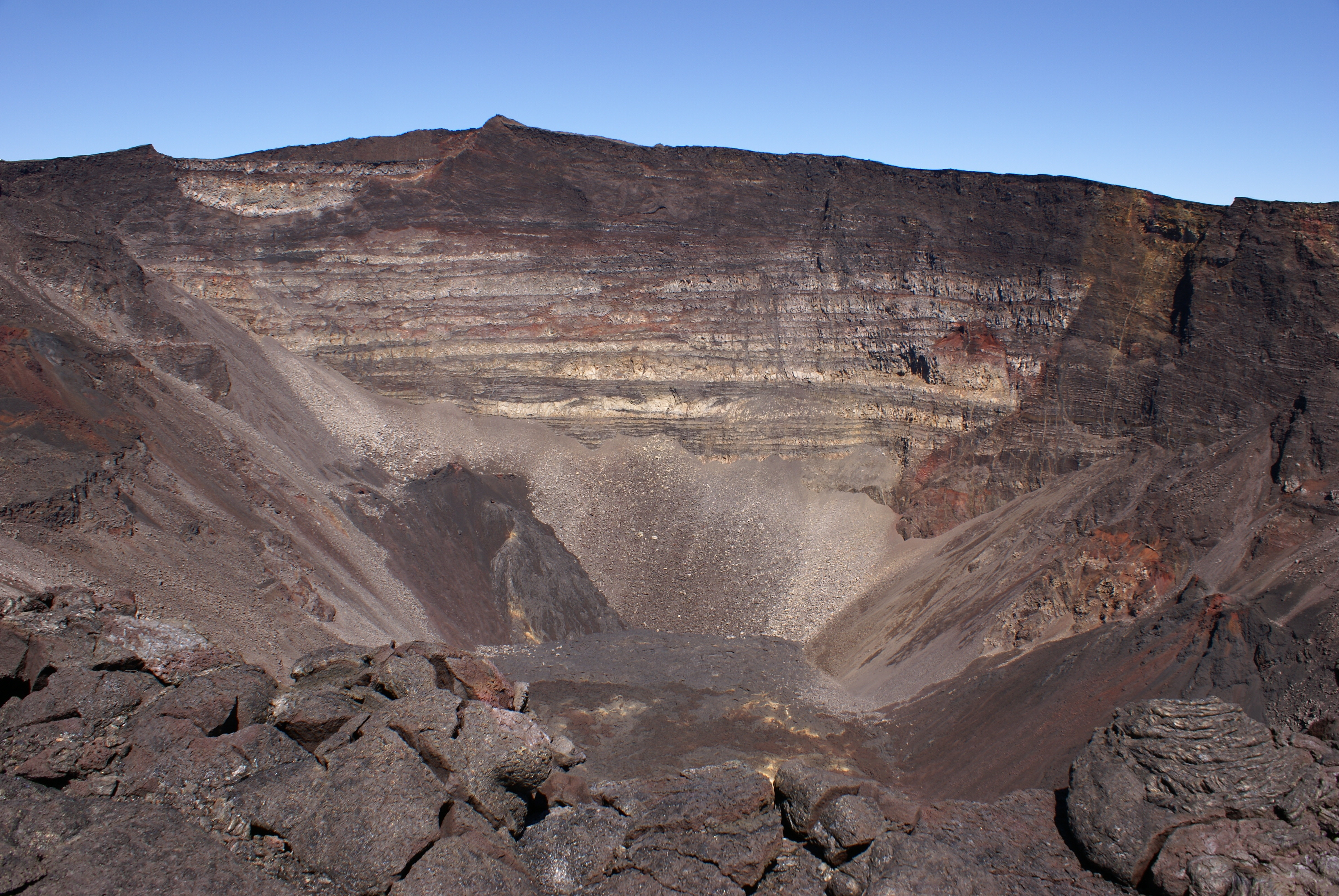
Le cratère Dolomieu, but du sentier.